# Cheiloneurus bangalorensis
Cheiloneurus bangalorensis is een vliesvleugelig insect uit de familie Encyrtidae. De wetenschappelijke naam is voor het eerst geldig gepubliceerd in 1957 door Subba Rao.